# 蔡靈侯
蔡靈侯（？—前531年），即姬般，為春秋諸侯國蔡國君主之一，他為蔡景侯兒子，於前542年殺蔡景侯後，承襲該國君主，在位期間為前542年—前531年，共12年。前531年，楚灵王于申邑设宴，诱杀蔡灵侯。